# アーケードクラシック
『アーケードクラシック』 (Arcade Classic) は、任天堂が1995年にゲームボーイ向けに展開したゲームシリーズ。1980年代初頭に稼働したアーケードゲームをゲームボーイ向けに2本ずつ移植したコンピレーションタイトルである。
欧米で展開されたシリーズであるが、日本国内でも『ギャラガ&ギャラクシアン』のみ本シリーズをタイトルに冠さずにナムコから発売されている。
全てスーパーゲームボーイに対応しており、アップライト筐体を再現したフレームが表示される。

## 一覧
| 発売日     | 発売日 | 発売日        | タイトル                                                          | 収録タイトル                          |
| 北米       | 欧州   | 日本          | タイトル                                                          | 収録タイトル                          |
| ---------- | ------ | ------------- | ----------------------------------------------------------------- | ------------------------------------- |
| 1995年7月  | 1995年 | 未発売        | Arcade Classic No. 1: Asteroids / Missile Command                 | 『アステロイド』 『ミサイルコマンド』 |
| 1995年8月  | 1995年 | 未発売        | Arcade Classic No. 2: Centipede / Millipede                       | 『センティピード』 『ミリピード』     |
| 1995年9月  | 1995年 | 1995年7月14日 | Arcade Classic No. 3: Galaga / Galaxian ギャラガ&ギャラクシアンJP | 『ギャラガ』 『ギャラクシアン』       |
| 1995年10月 | 1995年 | 未発売        | Arcade Classic No. 4: Defender / Joust                            | 『ディフェンダー』 『ジャウスト』     |

## 備考
- 欧米で1996年10月に『Arcade Classics: Super Breakout / Battlezone』という『スーパーブレイクアウト（英語版）』と『バトル・ゾーン（英語版）』を収録したタイトルが発売されているが、こちらの発売元はBlack Pearl Softwareであり、コンセプトは同じだが、本シリーズとは異なるタイトルである[注 1]。